# 新青聯籃球隊
新青聯籃球隊（MYAA Basketball Team），是香港新青聯會屬下的一支籃球隊，成立於1968年，曾經升上甲一組作賽，2012年獲得香港籃球聯賽甲二組冠軍，再次重返甲一組作賽。總領隊是蕭錦明，總教練是鄭偉明。

## 球隊歷史
新青聯籃球隊由一群熱愛籃球運動的朋友於1968年成立，並於1973年正式註冊為非牟利社團，透過義務體育服務，幫助青少年培養積極人生。
2000年，新青聯贏得香港籃球聯賽甲二組冠軍，首次取得升上甲一組作賽的資格。
新青聯在潘志豪壓陣下，成為甲一組籃球聯賽一路黑馬，於2001年、2002年及2003年連續三年獲得甲一組聯賽殿軍。
不過，潘志豪、翁萬特、黎耀恩、陳子浩四名新星於2003年底遭永倫挖角，實力大為削弱，未能再躋身甲一組四強。
2004年，新青聯羅致羅意庭、蘇伊俊、黃鎮煒、謝文俊一班學界籃球新星，憑朝氣活力贏得不俗口碑。
隨著羅意庭、黃鎮煒等新星離隊他投，新青聯於2007年甲一組聯賽名列包尾，宣告護級失敗，需降落甲二組作賽。
2012年，新青聯奪得甲二組冠軍，得以重返甲一組作賽。
曾效力新青聯的前香港隊成員陳子浩，於2013年1月因癌症不幸去世，享年三十六歲，包括前隊友潘志豪等香港籃球圈人士紛紛表示悼念，在超級工商盃籃球賽香港對印尼賽前，舉行默哀儀式。
2017年賽季因為沒有簽外援,全華班,導致成績滑落,只得甲二第八名,降班·
2018年要参加乙组聯赛。

## 現役球員
陳傳威、陳承謙、陳子彬、鄭永貴、覃健文、戴駿賢、霍嘉銘、龔景豐、郭家鏘、林慎知、李兆坤、王志樂
、朱賢煒

## 球隊榮譽
- 香港籃球聯賽甲二組冠軍 二次(2000年、2012年)

## 著名球員
- 潘志豪、翁萬特、陳子浩、羅意庭、蘇伊俊、黃鎮煒、謝文俊

## 外部連結
- 香港籃球總會網頁 （页面存档备份，存于）
- 新青聯會官方網頁 （页面存档备份，存于）